# Ventura de la Vega y Rodríguez
Ventura de la Vega y Rodríguez (Málaga, 1861-Madrid, 1934) fue un dramaturgo y actor español.

## Biografía
Nacido en 1861 en Málaga, fue cómico y autor del género chico. Estrenó obras como El licenciado Villamelón (con E. Ruiz-Valle, 1892), Toñuela la golfa (1900), Los de Badajoz (1901), La chiquilla (1901), El curita (1902), La huertanica (1904), La rondeña (1904), El crimen de Chamberí (1906), Inocencia (1906), La hija de mi papá (1906), La Giralda (1907), Las buenas mozas del barrio (1907), El pobre Cordero (1907), Mala semilla (zarzuela, con Manuel L. Cumbreras, 1907), La bella Molinete (1908), Pícaros reyes (1908), La presidiaría (zarzuela, 1908), Mala hembra (zarzuela, 1909), El primer aviso (comedia, 1909), Juan Miguel (zarzuela, 1909), La hija del pueblo (zarzuela, 1910), Mundo galante (zarzuela, 1910), Academia modernista (1910), Huyendo del pecado (1910), El chico de López (sainete, 1911), Almas distintas (zarzuela, 1911), Los convidados de piedra (con Enrique Mayol, 1912), Los apaches de París (disparate lírico, 1913), Caralampia (zarzuela, 1914), El terror de las mocitas (saínete, 1914) y Cambios naturales. Falleció en Madrid hacia comienzos de abril de 1934.